# 史掌元
史掌元（1921年1月17日—2012年2月13日），男，山西昔阳人，中国作曲家，曾任中国音乐家协会理事，山西省音乐家协会名誉主席。